# Kirstine Meyer
Kirstine Meyer, geborene Bjerrum, (* 12. Oktober 1861 in Skærbæk; † 28. September 1941 in Hellerup)  war eine dänische Physikerin und Wissenschaftshistorikerin. Sie war die erste Frau in Dänemark, die in Naturwissenschaften promoviert wurde.

## Leben
Kirstine Meyer zog mit 18 Jahren zu ihrem älteren Bruder Jannik Petersen Bjerrum (1851–1920), einem Augenarzt in Kopenhagen. Sie besuchte die nach Natalie Zahle benannte höhere Schule (N. Zahles Skole) in Kopenhagen mit dem Abschluss 1882. Sie studierte an der Universität Kopenhagen Physik mit dem Abschluss 1893 und der Promotion in Physik 1909. Die Dissertation (Temperaturbegrebets udvikling gennem tiderne samt dets sammenhæng med vexlende forestillinger om varmens natur) war über die historische Entwicklung des Temperaturkonzepts und der Vorstellungen von der Natur der Wärme. Sie war von 1885 bis 1909 Lehrerin an der N. Zahles Skole (und danach noch eine Zeitlang Zensor der Schule) und sie war 1909 bis 1930 Mitglied der Inspektion für höhere Schulen. Kurzzeitig unterrichtete sie 1892/93 auch an der Metropolitanskolen.
1899 erhielt sie eine Goldmedaille der Königlich Dänischen Akademie der Wissenschaften und Literatur für ihre Arbeit Om overensstemmende Tilstande hos Stofferne, die der Frage nachging, ob es für alle flüssigen Körper eine Zustandsgleichung gibt.
1902 war sie eine der Gründer von Fysisk Tidsskrift (als Nachfolger Nyt Tidsskrift for Fysik og Kemi), war bis 1913 dessen Redakteurin.
Von ihr stammt eine Biographie von Erasmus Bartholin und sie gab die Werke von Hans Christian Oersted heraus (3 Bände, Kopenhagen 1920). 1910 entdeckte sie das Notizbuch von Ole Roemer in den Archiven der Kopenhagener Universitätsbibliothek und gab sie mit Thyra Eibe heraus (Ole Roemers Adversaria, Kopenhagen: B. Lunos bogtrykkeri 1910).
1909 bis 1940 war sie im Lehrer-Prüfungsgremium und zeitweise dessen Direktorin. 1920 erhielt sie eine Goldmedaille aus der Hand des dänischen Königs und 1925 das Tagea Brandts Rejselegat (deutsch Tagea Brandt Reisestipendium).
Am 7. November 1885 heiratete sie den Mathematiker Adolph Constantin Meyer (1854–1896), mit dem sie einen Sohn Johannes hatte. Sie war die Tante des Physikochemikers Niels Janniksen Bjerrum.
Eine Elektrolok der dänischen Staatsbahn DSB wurde 1986 nach ihr benannt.
Am 2. April 2007 wurde der Asteroid (7559) Kirstinemeyer nach ihr benannt.

## Schriften
- Radium og radioaktive Stoffer samt nyere Opdagelser angaaende Straaler, Kopenhagen: Gyldendal 1904 (deutsche Übersetzung des Titels: Radium, Radioaktive Stoffe und neue Entdeckungen über Strahlung)